# Monumento commemorativo a Chiang Kai-shek

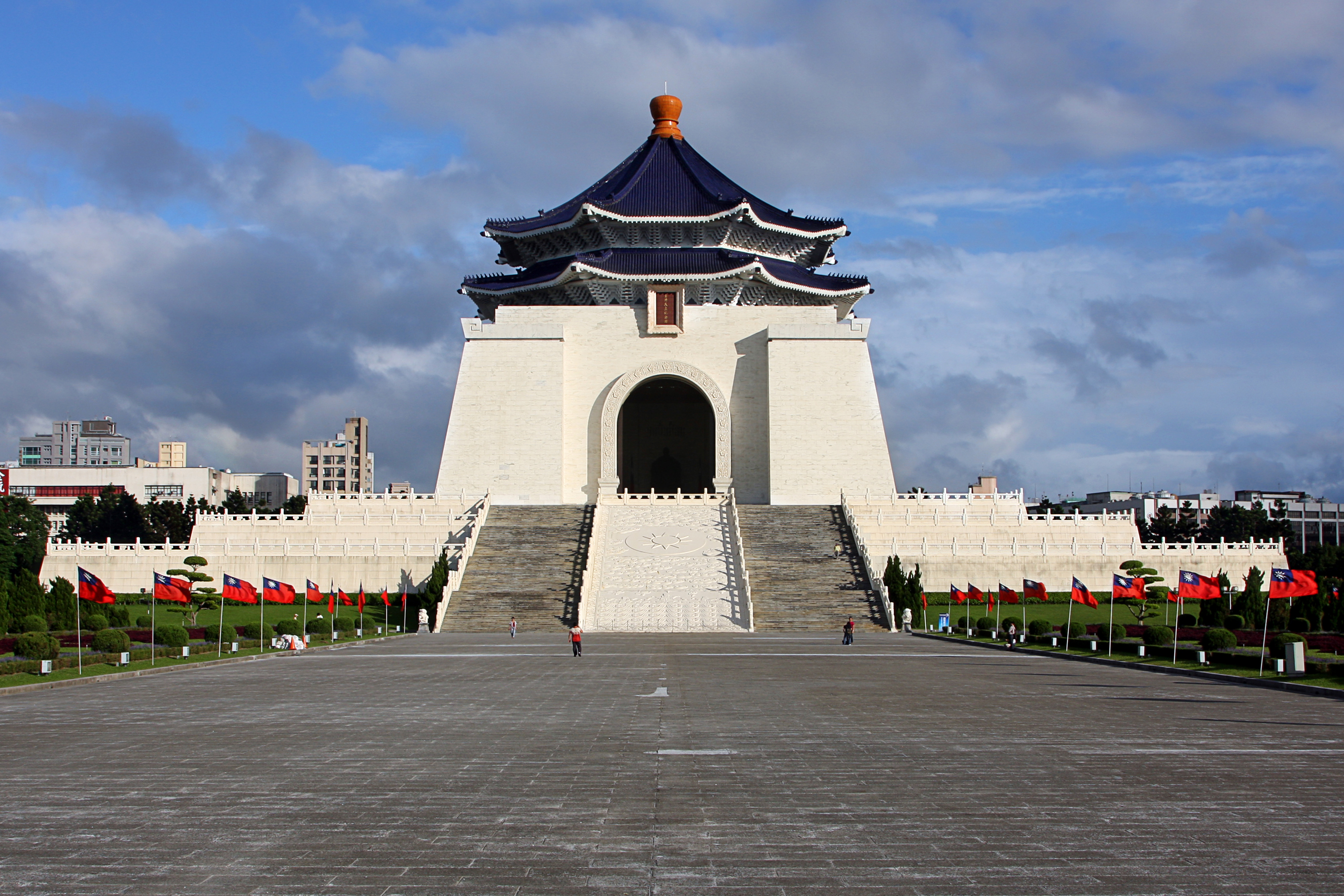
Monumento commemorativo a Chiang Kai-shek.

Il monumento commemorativo a Chiang Kai-shek (cinese: 中正 紀念堂) è un monumento nazionale eretto in memoria di Chiang Kai-shek, ex presidente della Repubblica Cinese. Si trova nel distretto di Zhongzheng di Taipei, capitale di Taiwan.
Il monumento, circondato da un parco, è situato all'estremità orientale della Piazza della Libertà. È fiancheggiato a nord e a sud dal Teatro nazionale e dalla sala dei concerti.
Nel 2007, sotto il governo di Chen Shui-bian, il monumento è stato sottoposto ad un controverso processo di rinomina.
Nel 2009, a seguito di un cambio di governo, il processo di rinomina è stato annullato.
Nel febbraio 2017 il ministero della Cultura di Taiwan ha annunciato l'intenzione di trasformare la sala in un centro nazionale per "affrontare il passato, riconoscere la sofferenza e rispettare i diritti umani".  È in corso un declassamento del culto della personalità di Chiang mentre le proposte per trasformare la sala vengono esaminate.